# Rosenbergia mandibularis
Rosenbergia mandibularis es una especie de escarabajo longicornio del género Rosenbergia, tribu Batocerini, subfamilia Lamiinae. Fue descrita científicamente por Ritsema en 1881.

## Descripción
Mide 36-54 milímetros de longitud.

## Distribución
Se distribuye por Indonesia.